# Коронавірусна хвороба 2019 у ДР Конго
Спалах коронавірусної хвороби 2019 у Демократичній Республіці Конго — це поширення пандемії коронавірусної хвороби 2019 на територію Демократичної Республіки Конго. Перший випадок хвороби в країні зареєстровано 10 березня 2020 року в столиці країни Кіншасі. Перші підтверджені випадки зареєстровані виключно в осіб, які прибули з інших країн.

## Передумови
Демократична Республіка Конго є однією з найбідніших країн світу, і доступ до медичної допомоги в країні обмежений. ДР Конго продовжує боротьбу з епідемією гарячки Ебола в регіоні Ківу з 2018 року, і ця епідемія все ще тривала, коли почалася епідемія COVID-19.
27 лютого 2020 року ВООЗ словами свого генерального директора Тедроса Аданома Гебреїсуса висловила «найбільшу стурбованість» Африкою, особливо країнами на південь від Сахари, підкресливши слабкі сторони систем охорони здоров'я більшості країн регіону.

## Хронологія

### Березень 2020 року
10 березня зареєстровано перший випадок коронавірусної хвороби в країні. Спочатку повідомлено, що цей випадок зареєстрований у громадянина Бельгії, який прибув до країни, та за короткий час потрапив на карантин у лікарню в Кіншасі. Міністр охорони здоров'я ДРК Етені Лонгондо заявив, що ситуація контрольована, та що не потрібно панікувати. Проте громадянство та історія подорожей першого випадку хвороби виявилися неправильними. Цей випадок насправді зареєстрований у громадянина ДР Конго, який повернувся з Франції, та звернувся за медичною допомогою до місцевого закладу охорони здоров'я. Незнання точних подробиць щодо першого випадку хвороби в країні спричинила докір президента Фелікса Чісекеді, який заявив на засіданні кабінету міністрів, що міністерство охорони здоров'я діяло «жахливо і посередньо».
Другий випадок у країні підтверджено в громадянина Камеруну, який повернувся з Франції 8 березня. Спочатку хвороба в нього перебігала безсимптомно, згодом у нього з'явилися симптоми хвороби, після чого він знаходився на лікуванні в лікарні в Кіншасі. Після виявлення ще 5 підтверджених випадків хвороби повідомлено про першу смерть від COVID-19 в країні, повідомлено також, що Ангола закриє кордон з Демократичною Республікою Конго.
Протягом березня в країні підтверджено 109 випадків хвороби, 8 з яких померли, а 4 хворих одужали протягом цього місяця.

### Квітень 2020 року
У квітні в країні зареєстровано 463 нові випадки хвороби, унаслідок чого загальна кількість випадків хвороби зросла до 572. Кількість померлих зросла до 31. Кількість одужань зросла до 65, на кінець місяця в країні зареєстровано 476 активних випадків хвороби.

### Травень 2020 року
У травні в країні зареєстровано 2476 нових випадків, унаслідок чого загальна кількість випадків хвороби зросла до 3048. Кількість померлих збільшилась більш ніж удвічі до 71.

### Червень 2020 року
1 червня в місті Мбандака оголошено про початок нового спалаху гарячки Ебола. Оскільки одночасно в країні тривали епідемія коронавірусної хвороби, епідемія гарячки Ебола в Ківу та найбільший спалах кору у світі, Червоний Хрест описав ситуацію в країні як «ідеальний шторм».
16 червня натовп розграбував центр лікування коронавірусної хвороби в Південному Ківу у відповідь на вбивство молодого чоловіка, якого за повідомленням свідків було вбито поліцією, яка застосувала силу для дотримання комендантської години.
29 червня 2020 року заступник міністра охорони здоров'я країни Альберт Мпеті Бійомбо написав листа прем'єр-міністру, в якому звинуватив членів кабінету у змові з підпорядкованими закладами міністерства з метою розкрадання коштів уряду та його партнерів з надання допомоги для боротьби з поширенням коронавірусної хвороби.
Протягом червня в країні зареєстровано 3990 нових випадків хвороби, внаслідок чого загальна кількість випадків хвороби зросла до 7038. Кількість померлих зросла до 169. Популяційне моделювання епідемічної ситуації в країні, свідчить про те, що 95 % довірчий інтервал для базового репродукційного числа у червні був нижчим ніж 1,0.

### Липень 2020 року
У липні в країні зареєстровано 2031 новий випадок хвороби, унаслідок чого загальна кількість випадків хвороби зросла до 9069. Кількість померлих зросла до 214. Кількість одужань досягла 6796, на кінець місяця в країні залишилось 2059 активних випадків хвороби.

### Серпень 2020 року
У серпні в країні зареєстровано 1028 нових випадків хвороби, унаслідок чого загальна кількість випадків зросла до 10097. Кількість померлих зросла до 260. На кінець місяця в країні залишилось 706 активних випадків хвороби.

### Вересень 2020 року
У вересні в країні зареєстровано 534 нових випадки хвороби, унаслідок чого загальну кількість випадків хвороби в країні зросла до 10631. Кількість померлих зросла до 272. Кількість одужань зросла до 10129, на кінець місяця в країні залишилось 230 активних випадків хвороби.

### Жовтень 2020 року
У жовтні в країні зареєстровано 764 нових випадків хвороби, унаслідок чого загальна кількість випадків хвороби зросла до 11395. Кількість померлих зросла до 308. Кількість одужань зросла до 10790, на кінець місяця в країні залишилось 297 активних випадків хвороби.

### Листопад 2020 року
У листопаді в країні зареєстровано 1377 нових випадків хвороби, унаслідок чого загальна кількість підтверджених випадків хвороби зросла до 12772. Кількість померлих зросла до 333. Кількість одужань зросла до 11585, на кінець місяця в країні залишилось 854 активних випадків хвороби.
18 листопада уряд оголосив, що йому вдалося стримати спалах гарячки Ебола в Екваторіальній провінції за допомогою ВООЗ. Епідемія зупинена після застосування понад 40 тисяч доз вакцини проти Еболи, які, як і кілька кандидатів на вакцину проти COVID-19, слід зберігати при наднизьких температурах. Регіональний директор ВООЗ у Африці, доктор Матсідісо Моєті, заявляє, що проведені заходи дають кілька уроків щодо глобальної боротьби з коронавірусною хворобою, та створили місцевий потенціал для боротьби з епідеміями.

### Грудень 2020 року
У грудні в країні зареєстровано 4886 нових випадків хвороби, унаслідок чого загальна кількість випадків хвороби збільшилась до 17658. Кількість померлих зросла до 591. Кількість одужань зросла до 14701, на кінець місяця в країні залишилось 2366 активних випадків хвороби. Моделювання на основі моделі в країні показало, що 95 % довірчий інтервал для змінного в часі числа відтворення Rt був нижчим за 1,0 у грудні та січні.

### Січень–березень 2021 року
У січні було зареєстровано 5113 нових випадків хвороби, в результаті чого загальна кількість підтверджених випадків склала 22771. Кількість померлих зросла до 671. Кількість одужань зросла до 15031, на кінець місяця залишилось 7069 активних випадків хвороби. У лютому було зареєстровано 3190 нових випадків хвороби, а загальна кількість підтверджених випадків склала 25961. Кількість померлих зросла до 707. Кількість одужань зросла до 18950, на кінець місяця залишилось 6304 активних випадків хвороби. У березні було зареєстровано 2181 новий випадок хвороби, що збільшило загальну кількість підтверджених випадків до 28142. Кількість померлих зросла до 743. Кількість одужань зросла до 25444, на кінець місяця залишилось 1955 активних випадків хвороби.

### Квітень–червень 2021 року
Щеплення почалися 19 квітня, спочатку вводились 1,7 мільйона доз вакцини «Ковішелд», які постачалися через механізм COVAX. Після введення лише 1700 доз протягом першого тижня вакцинальної кампанії представники охорони здоров'я оголосили, що 1,3 мільйона доз буде повернуто для перерозподілу в інші країни (495 тисяч до Анголи, 350 тисяч до Гани, 250 тисяч до Мадагаскару, 140 тисяч до Того, та 80 тисяч до Центральноафриканської Республіки).
У квітні було зареєстровано 1762 нових випадки хвороби, внаслідок чого загальна кількість підтверджених випадків склала 29904. Кількість померлих зросла до 768. Кількість одужань зросла до 26250, на кінець місяця залишилось 2886 активних випадків хвороби.
До середини травня лише 5 тисяч осіб з 90 мільйонів населення отримали вакцинацію.
У травні було зареєстровано 1747 нових випадків хвороби, внаслідок чого загальна кількість підтверджених випадків склала 31651. Кількість померлих зросла до 782. Кількість одужань зросла до 27665, на кінець місяця залишилось 3204 активних випадків хвороби.
У червні ВООЗ попередила про сплеск випадків, пов'язаних з індійським (Дельта) варіантом. У червні було 9790 нових випадків, що збільшило загальну кількість підтверджених випадків до 41241. Кількість померлих зросла до 928.

### Липень–вересень 2021 року
У липні було зареєстровано 8676 нових випадків хвороби, що збільшило загальну кількість підтверджених випадків до 49917. Кількість померлих зросла до 1038. Кількість одужань зросла до 29944, на кінець місяця залишилось 18935 активних випадків хвороби.
У серпні було зареєстровано 4946 нових випадків хвороби, що збільшило загальну кількість підтверджених випадків до 54863. Кількість померлих зросла до 1059. Кількість одужань зросла до 31054, на кінець місяця залишилось 22750 активних випадків хвороби.
У вересні було зареєстровано 2074 нових випадки хвороби, що збільшило загальну кількість підтверджених випадків до 56937. Кількість померлих зросла до 1084. Кількість одужань зросла до 47384, на кінець місяця залишилось 8469 активних випадків хвороби.

### Жовтень–грудень 2021 року
У жовтні було зареєстровано 628 нових випадків хвороби, що збільшило загальну кількість підтверджених випадків до 57565. Кількість померлих зросла до 1098. Кількість одужань зросла до 50977, на кінець місяця залишилось 5490 активних випадків хвороби.
У листопаді було зареєстровано 741 новий випадок хвороби, що збільшило загальну кількість підтверджених випадків до 58306. Кількість померлих зросла до 1107. Кількість одужань зросла до 50930, на кінець місяця залишилось 6269 активних випадків хвороби.
13 грудня представники служби охорони здоров'я підтвердили наявність варіанту Омікрон у країні.
У грудні було зареєстровано 16487 нових випадків хвороби, що збільшило загальну кількість підтверджених випадків до 74793. Кількість померлих зросла до 1205. Кількість одужань зросла до 57579, на кінець місяця залишилось 16009 активних випадків хвороби. Моделювання, проведене Регіональним бюро ВООЗ для Африки, свідчить про те, що через недостатнє звітування справжня загальна кількість інфікувань до кінця 2021 року становила близько 40 мільйонів, тоді як справжня кількість смертей від COVID-19 становила близько 27415.

### Січень–березень 2022 року
У січні було зареєстровано 10716 нових випадків хвороби, що збільшило загальну кількість підтверджених випадків до 85509. Кількість померлих зросла до 1278. Кількість одужань зросла до 64656, на кінець місяця залишивши 19575 активних випадків хвороби.
У лютому було зареєстровано 629 нових випадків, що довело загальну кількість підтверджених випадків до 86138. Кількість померлих зросла до 1335.
У березні було зареєстровано 610 нових випадків, що довело загальну кількість підтверджених випадків до 86748. Кількість померлих зросла до 1337.

### Квітень–червень 2022 року
У квітні було зареєстровано 641 новий випадок хвороби, що довело загальну кількість підтверджених випадків до 87389. Кількість померлих зросла до 1338.
У травні було зареєстровано 1813 нових випадків хвороби, що довело загальну кількість підтверджених випадків до 89202. Кількість померлих залишилася без змін.
У червні було зареєстровано 2191 новий випадок хвороби, що довело загальну кількість підтверджених випадків до 91393. Кількість померлих зросла до 1375.

### Липень–вересень 2022 року
У липні було зареєстровано 1063 нових випадки хвороби, що довело загальну кількість підтверджених випадків до 92456. Кількість померлих зросла до 1391.
У серпні було зареєстровано 179 нових випадків хвороби, що довело загальну кількість підтверджених випадків до 92635. Кількість загиблих зросла до 1405.
У вересні було зареєстровано 281 новий випадок хвороби, що довело загальну кількість підтверджених випадків до 92916. Кількість померлих зросла до 1442.

### Жовтень–грудень 2022 року
У жовтні було зареєстровано 171 новий випадок хвороби, що довело загальну кількість підтверджених випадків до 93087. Кількість померлих зросла до 1445.
У листопаді було зареєстровано 1328 нових випадків хвороби, що довело загальну кількість підтверджених випадків до 94415. Кількість померлих зросла до 1455.
У грудні було зареєстровано 842 нових випадки хвороби, що довело загальну кількість підтверджених випадків до 95257. Кількість померлих зросла до 1460.

### 2023 рік
У січні було зареєстровано 329 нових випадків, що довело загальну кількість підтверджених випадків до 95586. Кількість померлих зросла до 1463.

## Заходи щодо боротьби з епідемією
На період епідемії в країні були закриті школи, бари, ресторани та культові приміщення. 19 березня президент Фелікс Чісекеді оголосив про призупинення авіасполучення. 24 березня президент ввів надзвичайний стан і закрив кордони країни.

## Наслідки епідемії

### Політичні
15 березня 2020 року дві палати парламенту (Національна асамблея та Сенат) оприлюднили спільну заяву, в якій зазначено про призупинення своєї діяльності з 15 березня по 5 квітня через пандемію.
Сам уряд також значно постраждав від коронавірусу. Під час спеціального засідання ради міністрів 17 березня 2020 року в міністра національної економіки Акасії Бандуболи Мбонго з'явились симптоми хвороби. Згодом вона та її чоловік отримали позитивний результат на COVID-19, оскільки заразилися від її брата та міністра кабінету міністрів Дедіє Бандубола після його повернення з поїздки до Франції. Бандубола помер через кілька днів, ставши першим померлим від коронавірусу громадянином країни. Кілька інших міністрів уряду пройшли тестування на COVID-19 після відвідування того ж засідання, але лише міністр юстиції Селестін Тунда Я Касенде оприлюднив свій «негативний» результат тесту.
Декілька інших осіб, близьких до президента Фелікса Чісекеді, отримали позитивний результат тестування на коронавірус, а частина з них навіть померли, в тому числі його дядько та кардинал Жерар Мулумба Калемба, та Жан-Жозеф Мукенді ва Мулумба, керівник адвокатської корпорації та колишній політичний радник Етьєна Тшісекеді.
3 квітня колишній міністр охорони здоров'я та член Загального фронту Конго Фелікс Кабанге Нумбі Муквампа розкритикував рішення уряду запровадити карантинні обмеження лише в муніципалітеті Гомбе замість запровадження обмежень у всій Кіншасі. Він також висловив упевненість, що уряд не спроможний допомогти найбіднішому населенню країни, сказавши, що він боїться реакції населення, якщо кількість смертей збільшиться.
Усередині правлячої коаліції почала тліти політична криза; голова Національної асамблеї Жаннін Мабунда та президент Сенату Алексіс Тамбве Мвамба, обидва близькі до колишнього президента Жозефа Кабіли, звинуватили Фелікса Чісекеді в тому, що він оголосив надзвичайний стан без попереднього дозволу парламенту, та спробував організувати конгрес, щоб «виправити цю невідповідність». Президентський табір відмовився, і конституційний суд зрештою виніс рішення на користь глави держави. 23 квітня відбулося голосування за продовження надзвичайного стану на два тижні, що поклало край політичній кризі.
Станом на 28 травня 2021 року 32 члени парламенту ДРК, що становить 5 % депутатів, померли внаслідок COVID-19.

### Економічні
22 квітня Міжнародний валютний фонд оголосив про своє рішення виділити 363,27 мільйона доларів Демократичній Республіці Конго, щоб допомогти країні у рамках свого плану швидкого кредитування. 27 квітня прем'єр-міністр Сильвестр Ілунга оголосив, що бюджет в 11 мільярдів доларів, запланований на 2020 рік, не зможе бути реалізований через пандемію. Економічний контекст справді зазнав значного впливу; ДРК, маючи орієнтовану назовні економіку, дуже залежить від своєї торгівлі з рештою світу. Цей бюджет, затверджений наприкінці 2019 року, розкритикував МВФ, який визнав його «нереалістичним».
Окрім цього, карантинні заходи важко реалізувати та забезпечити дотримання з економічної точки зору, особливо в Кіншасі, де велика частина населення живе в незадовільних умовах. Рух за права людей «Lutte pour le changement» заявив, що побоювався «гуманітарної катастрофи або заворушень», коли влада оголосила про карантин наприкінці березня 2020 року. Карантин ризикував позбавити багатьох мешканців країни доходу, навіть наражаючи деяких на ризик голодної смерті, оскільки запобігає люди залишають свій дім фактично заважають їм заробляти гроші, щоб прогодуватися. Соціальне дистанціювання та домашній карантин загрожували неформальній економіці, що забезпечує роботою понад 77 % населення країни та дозволяла багатьом домогосподарствам забезпечувати своє щоденне виживання.

### Соціальні
Під час карантину спостерігався вибух випадків домашнього насильства щодо жінок, коли жертви були змушені залишатися замкненими разом зі своїми кривдниками. Також спостерігалося збільшення кількості розлучень у Кіншасі.
Зростання рівня безробіття, яке вже спостерігалося в Кіншасі до пандемії, посилилося, а також в місті відбулося відродження бандитизму (особливо збройних пограбувань).
За даними ЮНІСЕФ, після закриття шкіл 27 мільйонів дітей у ДР Конго були позбавлені можливості здобувати освіту. Створений у 2019 році міністром освіти телеканал «Educ-TV »надавав освітні програми, щоб спробувати вирішити цю проблему. 26 квітня 2020 року уряд запустив програму радіонавчання. Національне конголезське радіо та «Радіо Окапі» також забезпечували освітні програми за підтримки ЮНІСЕФ. Також було заплановано поширення навчальних наборів для 25 мільйонів дітей.